# Стрибак (рід)
Стрибак — рід ссавців з родини стрибакових (Dipodidae). Викопні види відомі з Азії; найстаріший вид — Dipus conditor.